# Marquesado de Larios
El marquesado de Larios es un título nobiliario español creado por la reina Isabel II en favor de Martín Larios y Herreros de Tejada, senador del Reino, el 11 de octubre de 1865, mediante real despacho.

## Marqueses de Larios
|                                  | Titular                                        | Periodo                          |
| Creación por Isabel II de España | Creación por Isabel II de España               | Creación por Isabel II de España |
| -------------------------------- | ---------------------------------------------- | -------------------------------- |
| I                                | Martín Larios y Herreros de Tejada             | 1865-1873                        |
| II                               | Manuel Domingo Larios y Larios                 | 1874-1895                        |
| III                              | José Aurelio Larios y Larios                   | 1896-1937                        |
| IV                               | José Antonio Larios y Franco                   | 1950-1955                        |
| V                                | José Larios y Fernández de Villavicencio       | 1957-1997                        |
| VI                               | José Carlos Fernández de Villavicencio y Eleta | 1999-hoy                         |

## Historia
La lista de sus titulares es la que sigue:
- Martín Larios y Herreros de Tejada (Laguna de Cameros, 1798-París, 1873), I marqués de Larios y senador del Reino.

Contrajo matrimonio con su sobrina Margarita Larios y Martínez de Tejada, hermana de Carlos Larios y Martínez de Tejada, I marqués del Guadiaro. Todos pertenecientes al señorío del Solar de Tejada. En 1874, le sucedió uno de sus cinco hijos, Manuel.
- Manuel Domingo Martín Larios y Larios (Málaga, 1836-París, 1895), II marqués de Larios. Al fallecer sin descendencia, el 6 de julio de 1896 le sucedió su sobrino, hijo mayor de su hermano Martín.
- José Aurelio Larios y Larios (Málaga, 1871-Burgos, 1937), III marqués de Larios y II marqués del Guadiaro.

Contrajo matrimonio con Antonia Franco e Iglesias y en segundas nupcias con María Alegría de los Ángeles Gutiérrez y Suárez. El 15 de febrero de 1950 le sucedió su hijo, del primer matrimonio.
- José Antonio Larios y Franco (Málaga-Los Llanos, 1955), IV marqués de Larios y III marqués del Guadiaro.

Contrajo matrimonio con María del Pilar Pries y Gross. No dejó descendencia, por lo que el título lo heredaría su primo el 31 de diciembre de 1957.
- José Larios y Fernández de Villavicencio (Los Barrios, 1910-1997), V marqués de Larios.

Contrajo matrimonio con María de la Paz Fernández de Córdoba y Fernández de Henestrosa, XV duquesa de Lerma. El 26 de noviembre de 1999, tras una orden del 8 de octubre que apareció en el BOE del 3 de noviembre, le sucedió José.
- José Carlos Fernández de Villavicencio y Eleta, VI marqués de Larios.

## Árbol genealógico
|  |  | | | | | | |  |  | Martín Larios, I marqués de Larios (1798-1873)                                                 |                                                                                                |                                                                                                |                                                                                                |                                                                                                |                                                                                                |  |  |                                                        |                                                        |                                                        |                                                        |                                                        |                                                        |  |  |  |  |  |  |  |  |  |  |  |  |  |  |  |  |  |  |  |  |  |  |  |  |
|  |  | | | | | | |  |  |                                                                                                |                                                                                                |                                                                                                |                                                                                                |                                                                                                |                                                                                                |  |  |                                                        |                                                        |                                                        |                                                        |                                                        |                                                        |  |  |  |  |  |  |  |  |  |  |  |  |  |  |  |  |  |  |  |  |  |  |  |  |
|  |  | | | | | | |  |  |                                                                                                |                                                                                                |                                                                                                |                                                                                                |                                                                                                |                                                                                                |  |  |                                                        |                                                        |                                                        |                                                        |                                                        |                                                        |  |  |  |  |  |  |  |  |  |  |  |  |  |  |  |  |  |  |  |  |  |  |  |  |
|  |  | Emilia Larios y Larios (1832-?)                                                                             | Emilia Larios y Larios (1832-?)                                                                             | Emilia Larios y Larios (1832-?)                                                                             | Emilia Larios y Larios (1832-?)                                                                             | Emilia Larios y Larios (1832-?)                                                                             | Emilia Larios y Larios (1832-?)                                                                             |  |  | Manuel Domingo Larios, II marqués de Larios (1836-1895)                                        | Manuel Domingo Larios, II marqués de Larios (1836-1895)                                        | Manuel Domingo Larios, II marqués de Larios (1836-1895)                                        | Manuel Domingo Larios, II marqués de Larios (1836-1895)                                        | Manuel Domingo Larios, II marqués de Larios (1836-1895)                                        | Manuel Domingo Larios, II marqués de Larios (1836-1895)                                        |  |  | Martín Larios, marqués de Squillace (1838-?)           | Martín Larios, marqués de Squillace (1838-?)           | Martín Larios, marqués de Squillace (1838-?)           | Martín Larios, marqués de Squillace (1838-?)           | Martín Larios, marqués de Squillace (1838-?)           | Martín Larios, marqués de Squillace (1838-?)           |  |  |  |  |  |  |  |  |  |  |  |  |  |  |  |  |  |  |  |  |  |  |  |  |
|  |  | Emilia Larios y Larios (1832-?)                                                                             | Emilia Larios y Larios (1832-?)                                                                             | Emilia Larios y Larios (1832-?)                                                                             | Emilia Larios y Larios (1832-?)                                                                             | Emilia Larios y Larios (1832-?)                                                                             | Emilia Larios y Larios (1832-?)                                                                             |  |  | Manuel Domingo Larios, II marqués de Larios (1836-1895)                                        | Manuel Domingo Larios, II marqués de Larios (1836-1895)                                        | Manuel Domingo Larios, II marqués de Larios (1836-1895)                                        | Manuel Domingo Larios, II marqués de Larios (1836-1895)                                        | Manuel Domingo Larios, II marqués de Larios (1836-1895)                                        | Manuel Domingo Larios, II marqués de Larios (1836-1895)                                        |  |  | Martín Larios, marqués de Squillace (1838-?)           | Martín Larios, marqués de Squillace (1838-?)           | Martín Larios, marqués de Squillace (1838-?)           | Martín Larios, marqués de Squillace (1838-?)           | Martín Larios, marqués de Squillace (1838-?)           | Martín Larios, marqués de Squillace (1838-?)           |  |  |  |  |  |  |  |  |  |  |  |  |  |  |  |  |  |  |  |  |  |  |  |  |
|  |  | Emilia Crooke, marquesa de Castrillo (1859-?)                                                               | Emilia Crooke, marquesa de Castrillo (1859-?)                                                               | Emilia Crooke, marquesa de Castrillo (1859-?)                                                               | Emilia Crooke, marquesa de Castrillo (1859-?)                                                               | Emilia Crooke, marquesa de Castrillo (1859-?)                                                               | Emilia Crooke, marquesa de Castrillo (1859-?)                                                               |  |  |                                                                                                |                                                                                                |                                                                                                |                                                                                                |                                                                                                |                                                                                                |  |  | José Aurelio Larios, III marqués de Larios (1869-1937) | José Aurelio Larios, III marqués de Larios (1869-1937) | José Aurelio Larios, III marqués de Larios (1869-1937) | José Aurelio Larios, III marqués de Larios (1869-1937) | José Aurelio Larios, III marqués de Larios (1869-1937) | José Aurelio Larios, III marqués de Larios (1869-1937) |  |  |  |  |  |  |  |  |  |  |  |  |  |  |  |  |  |  |  |  |  |  |  |  |
|  |  | Emilia Crooke, marquesa de Castrillo (1859-?)                                                               | Emilia Crooke, marquesa de Castrillo (1859-?)                                                               | Emilia Crooke, marquesa de Castrillo (1859-?)                                                               | Emilia Crooke, marquesa de Castrillo (1859-?)                                                               | Emilia Crooke, marquesa de Castrillo (1859-?)                                                               | Emilia Crooke, marquesa de Castrillo (1859-?)                                                               |  |  |                                                                                                |                                                                                                |                                                                                                |                                                                                                |                                                                                                |                                                                                                |  |  | José Aurelio Larios, III marqués de Larios (1869-1937) | José Aurelio Larios, III marqués de Larios (1869-1937) | José Aurelio Larios, III marqués de Larios (1869-1937) | José Aurelio Larios, III marqués de Larios (1869-1937) | José Aurelio Larios, III marqués de Larios (1869-1937) | José Aurelio Larios, III marqués de Larios (1869-1937) |  |  |  |  |  |  |  |  |  |  |  |  |  |  |  |  |  |  |  |  |  |  |  |  |
|  |  | | | | | | |  |  |                                                                                                |                                                                                                |                                                                                                |                                                                                                |                                                                                                |                                                                                                |  |  |                                                        |                                                        |                                                        |                                                        |                                                        |                                                        |  |  |  |  |  |  |  |  |  |  |  |  |  |  |  |  |  |  |  |  |  |  |  |  |
|  |  | Mª Josefa Fernández de Villavicencio, I marquesa de Marzales (1882-?)                                       | Mª Josefa Fernández de Villavicencio, I marquesa de Marzales (1882-?)                                       | Mª Josefa Fernández de Villavicencio, I marquesa de Marzales (1882-?)                                       | Mª Josefa Fernández de Villavicencio, I marquesa de Marzales (1882-?)                                       | Mª Josefa Fernández de Villavicencio, I marquesa de Marzales (1882-?)                                       | Mª Josefa Fernández de Villavicencio, I marquesa de Marzales (1882-?)                                       |  |  | José María Fernández de Villavicencio, duque de Algete, XV marqués de Vallecerrato (1890-1980) | José María Fernández de Villavicencio, duque de Algete, XV marqués de Vallecerrato (1890-1980) | José María Fernández de Villavicencio, duque de Algete, XV marqués de Vallecerrato (1890-1980) | José María Fernández de Villavicencio, duque de Algete, XV marqués de Vallecerrato (1890-1980) | José María Fernández de Villavicencio, duque de Algete, XV marqués de Vallecerrato (1890-1980) | José María Fernández de Villavicencio, duque de Algete, XV marqués de Vallecerrato (1890-1980) |  |  | José Antonio Larios, IV marqués de Larios († 1955)     | José Antonio Larios, IV marqués de Larios († 1955)     | José Antonio Larios, IV marqués de Larios († 1955)     | José Antonio Larios, IV marqués de Larios († 1955)     | José Antonio Larios, IV marqués de Larios († 1955)     | José Antonio Larios, IV marqués de Larios († 1955)     |  |  |  |  |  |  |  |  |  |  |  |  |  |  |  |  |  |  |  |  |  |  |  |  |
|  |  | Mª Josefa Fernández de Villavicencio, I marquesa de Marzales (1882-?)                                       | Mª Josefa Fernández de Villavicencio, I marquesa de Marzales (1882-?)                                       | Mª Josefa Fernández de Villavicencio, I marquesa de Marzales (1882-?)                                       | Mª Josefa Fernández de Villavicencio, I marquesa de Marzales (1882-?)                                       | Mª Josefa Fernández de Villavicencio, I marquesa de Marzales (1882-?)                                       | Mª Josefa Fernández de Villavicencio, I marquesa de Marzales (1882-?)                                       |  |  | José María Fernández de Villavicencio, duque de Algete, XV marqués de Vallecerrato (1890-1980) | José María Fernández de Villavicencio, duque de Algete, XV marqués de Vallecerrato (1890-1980) | José María Fernández de Villavicencio, duque de Algete, XV marqués de Vallecerrato (1890-1980) | José María Fernández de Villavicencio, duque de Algete, XV marqués de Vallecerrato (1890-1980) | José María Fernández de Villavicencio, duque de Algete, XV marqués de Vallecerrato (1890-1980) | José María Fernández de Villavicencio, duque de Algete, XV marqués de Vallecerrato (1890-1980) |  |  | José Antonio Larios, IV marqués de Larios († 1955)     | José Antonio Larios, IV marqués de Larios († 1955)     | José Antonio Larios, IV marqués de Larios († 1955)     | José Antonio Larios, IV marqués de Larios († 1955)     | José Antonio Larios, IV marqués de Larios († 1955)     | José Antonio Larios, IV marqués de Larios († 1955)     |  |  |  |  |  |  |  |  |  |  |  |  |  |  |  |  |  |  |  |  |  |  |  |  |
|  |  | José Larios, duque de Lerma, V marqués de Larios, II marqués de Marzales (1910-1997)                        | José Larios, duque de Lerma, V marqués de Larios, II marqués de Marzales (1910-1997)                        | José Larios, duque de Lerma, V marqués de Larios, II marqués de Marzales (1910-1997)                        | José Larios, duque de Lerma, V marqués de Larios, II marqués de Marzales (1910-1997)                        | José Larios, duque de Lerma, V marqués de Larios, II marqués de Marzales (1910-1997)                        | José Larios, duque de Lerma, V marqués de Larios, II marqués de Marzales (1910-1997)                        |  |  | José Fernández de Villavicencio, VII duque de Algete, XVI marqués de Vallecerrato (n. 1919)    | José Fernández de Villavicencio, VII duque de Algete, XVI marqués de Vallecerrato (n. 1919)    | José Fernández de Villavicencio, VII duque de Algete, XVI marqués de Vallecerrato (n. 1919)    | José Fernández de Villavicencio, VII duque de Algete, XVI marqués de Vallecerrato (n. 1919)    | José Fernández de Villavicencio, VII duque de Algete, XVI marqués de Vallecerrato (n. 1919)    | José Fernández de Villavicencio, VII duque de Algete, XVI marqués de Vallecerrato (n. 1919)    |  |  |                                                        |                                                        |                                                        |                                                        |                                                        |                                                        |  |  |  |  |  |  |  |  |  |  |  |  |  |  |  |  |  |  |  |  |  |  |  |  |
|  |  | José Larios, duque de Lerma, V marqués de Larios, II marqués de Marzales (1910-1997)                        | José Larios, duque de Lerma, V marqués de Larios, II marqués de Marzales (1910-1997)                        | José Larios, duque de Lerma, V marqués de Larios, II marqués de Marzales (1910-1997)                        | José Larios, duque de Lerma, V marqués de Larios, II marqués de Marzales (1910-1997)                        | José Larios, duque de Lerma, V marqués de Larios, II marqués de Marzales (1910-1997)                        | José Larios, duque de Lerma, V marqués de Larios, II marqués de Marzales (1910-1997)                        |  |  | José Fernández de Villavicencio, VII duque de Algete, XVI marqués de Vallecerrato (n. 1919)    | José Fernández de Villavicencio, VII duque de Algete, XVI marqués de Vallecerrato (n. 1919)    | José Fernández de Villavicencio, VII duque de Algete, XVI marqués de Vallecerrato (n. 1919)    | José Fernández de Villavicencio, VII duque de Algete, XVI marqués de Vallecerrato (n. 1919)    | José Fernández de Villavicencio, VII duque de Algete, XVI marqués de Vallecerrato (n. 1919)    | José Fernández de Villavicencio, VII duque de Algete, XVI marqués de Vallecerrato (n. 1919)    |  |  |                                                        |                                                        |                                                        |                                                        |                                                        |                                                        |  |  |  |  |  |  |  |  |  |  |  |  |  |  |  |  |  |  |  |  |  |  |  |  |
|  |  | Fernando Larios, XVI duque de Lerma, III marqués de Marzales (n. 1943) Con sucesión en los duques de Lerma. | Fernando Larios, XVI duque de Lerma, III marqués de Marzales (n. 1943) Con sucesión en los duques de Lerma. | Fernando Larios, XVI duque de Lerma, III marqués de Marzales (n. 1943) Con sucesión en los duques de Lerma. | Fernando Larios, XVI duque de Lerma, III marqués de Marzales (n. 1943) Con sucesión en los duques de Lerma. | Fernando Larios, XVI duque de Lerma, III marqués de Marzales (n. 1943) Con sucesión en los duques de Lerma. | Fernando Larios, XVI duque de Lerma, III marqués de Marzales (n. 1943) Con sucesión en los duques de Lerma. |  |  | José Fernández de Villavicencio, VI marqués de Larios (n. 1955)                                | José Fernández de Villavicencio, VI marqués de Larios (n. 1955)                                | José Fernández de Villavicencio, VI marqués de Larios (n. 1955)                                | José Fernández de Villavicencio, VI marqués de Larios (n. 1955)                                | José Fernández de Villavicencio, VI marqués de Larios (n. 1955)                                | José Fernández de Villavicencio, VI marqués de Larios (n. 1955)                                |  |  |                                                        |                                                        |                                                        |                                                        |                                                        |                                                        |  |  |  |  |  |  |  |  |  |  |  |  |  |  |  |  |  |  |  |  |  |  |  |  |
|  |  | Fernando Larios, XVI duque de Lerma, III marqués de Marzales (n. 1943) Con sucesión en los duques de Lerma. | Fernando Larios, XVI duque de Lerma, III marqués de Marzales (n. 1943) Con sucesión en los duques de Lerma. | Fernando Larios, XVI duque de Lerma, III marqués de Marzales (n. 1943) Con sucesión en los duques de Lerma. | Fernando Larios, XVI duque de Lerma, III marqués de Marzales (n. 1943) Con sucesión en los duques de Lerma. | Fernando Larios, XVI duque de Lerma, III marqués de Marzales (n. 1943) Con sucesión en los duques de Lerma. | Fernando Larios, XVI duque de Lerma, III marqués de Marzales (n. 1943) Con sucesión en los duques de Lerma. |  |  | José Fernández de Villavicencio, VI marqués de Larios (n. 1955)                                | José Fernández de Villavicencio, VI marqués de Larios (n. 1955)                                | José Fernández de Villavicencio, VI marqués de Larios (n. 1955)                                | José Fernández de Villavicencio, VI marqués de Larios (n. 1955)                                | José Fernández de Villavicencio, VI marqués de Larios (n. 1955)                                | José Fernández de Villavicencio, VI marqués de Larios (n. 1955)                                |  |  |                                                        |                                                        |                                                        |                                                        |                                                        |                                                        |  |  |  |  |  |  |  |  |  |  |  |  |  |  |  |  |  |  |  |  |  |  |  |  |
|  |  | | | | | | |  |  | Sandra Fernández de Villavicencio y Frommer (n. 1988)                                          |                                                                                                |                                                                                                |                                                                                                |                                                                                                |                                                                                                |  |  |                                                        |                                                        |                                                        |                                                        |                                                        |                                                        |  |  |  |  |  |  |  |  |  |  |  |  |  |  |  |  |  |  |  |  |  |  |  |  |